# Narcissus sección Pseudonarcissi
Pseudonarcissi es una sección de plantas bulbosas perteneciente al género Narcissus dentro de la familia de las amarilidáceas.

## Especies
- Narcissus abscissus (Haworth) Schultes & Schultes f.
- Narcissus albescens Pugsley
- Narcissus alcaracensis Ríos, D.Rivera, Alcaraz & Obón
- Narcissus alpestris Pugsley
- Narcissus asturiensis (Jordan) Pugsley
- Narcissus bicolor L.
- Narcissus confusus Pugsley
- Narcissus enemeritoi (Sánchez-Gómez, Carrillo, Hernández, Carrión-Vilches & Güemes) Sánchez-Gómez, Carrillo, Hernández, Carrión-Vilches & Güemes
- Narcissus fontqueri Fernández Casas & Rivas Ponce
- Narcissus gayi Pugsley
- Narcissus hispanicus Gouan
  - subsp. hispanicus
  - subsp. bujei (Fernández Casas) Fernández Casas,
- Narcissus jacetanus Fernández Casas
  - subsp. jacetanus
  - subsp. vasconicus (Fernández Casas) Fernández Casas
- Narcissus lagoi Merino
- Narcissus lobularis (Haworth) Schultes & Schultes f.
- Narcissus longispathus Pugsley
- Narcissus macrolobus (Jordan) Pugsley
- Narcissus minor L.
- Narcissus moleroi Fernández Casas
- Narcissus moschatus L.
- Narcissus nanus (Haworth) Spach
- Narcissus nevadensis Pugsley
- Narcissus nobilis (Haworth) Schultes & Schultes f.
- Narcissus obvallaris Salisbury
- Narcissus pallidiflorus Pugsley
- Narcissus parviflorus (Jordan) Pugsley
- Narcissus perez-chiscanoi Fernández Casas
- Narcissus portensis Pugsley
- Narcissus primigenius (Fernández Suárez ex Laínz) Fernández Casas & Laínz
- Narcissus provincialis Pugsley
- Narcissus pseudonarcissus L.
  - subsp. pseudonarcissus
  - subsp. calcicarpetanus (Fernández Casas) Fernández Casas
  - subsp. eugeniae (Fernández Casas) Fernández Casas
  - subsp. muñozii-garmendiae (Fernández Casas) Fernández Casas
  - subsp. pugsleyanus Barra & López
- Narcissus radinganorum Fernández Casas
- Narcissus segurensis Ríos, D.Rivera, Alcaraz & Obón
- Narcissus tortuosus (Haworth) Spach
- Narcissus varduliensis Fernández Casas & Uribe-Echebarría
- Narcissus yepesii Ríos, D.Rivera, Alcaraz & Obón